# Børge Bek-Nielsen

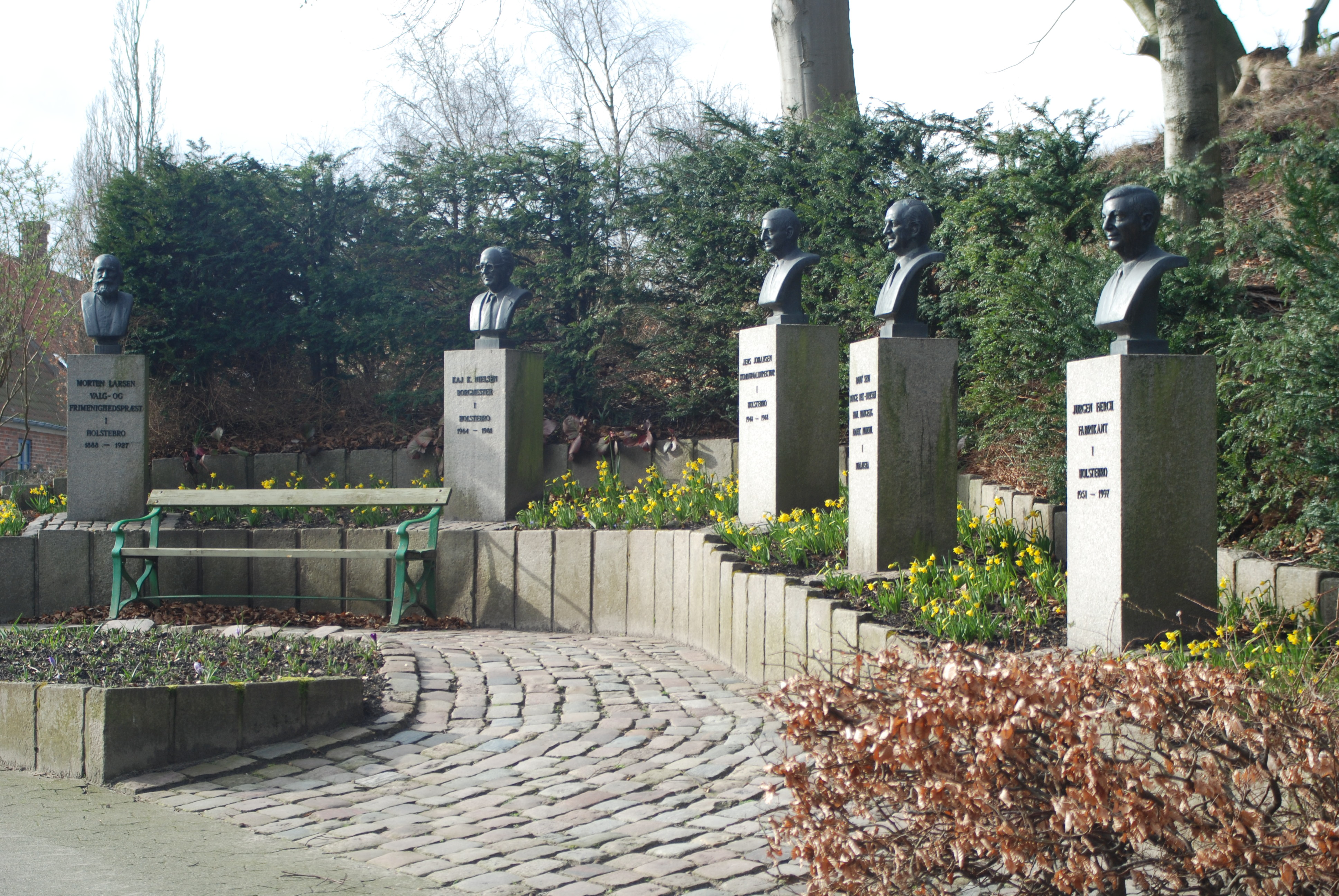
Byster i Holstebro Lystanlæg i Holstebro, med byst av Børge Bek-Nielsen som nummer två från höger.

Børge Bek-Nielsen, född 29 november 1925 i Bækmarksbro i Vestjylland i Danmark, död 23 september 2005 i Kuala Lumpur i Malaysia, var en dansk ingenjör, plantageägare och företagsledare.
Han var son till Carl och Petra Andrea Nielsen och växte upp i trakten av Holstebro. Han började arbeta som maskinmästare 1951, under gerillakriget i dåvarande brittiska kolonin Malaya, på Ulu Bernam Oil Mill vid Bernam River. Denna ägdes av det danskägda palmoljeföretaget United Plantations Berhad i Teluk Intan i sultanatet – och numera malaysiska delstaten – Perak. Där blev han 1971 chef för, och från mitten av 1970-talet huvudägare av, United Plantations Berhad. Åren 1978–1982 var han också styrelseordförande. Efter det att plantageföretaget till del nationaliserats 1982 (till delstatliga Kumpulan Fima Berhad), var han 1982–2005 styrelseordförande i det av honom kontrollerade United International Enterprises Limited. 
År 1978 köpte United International Enterprises 25% av aktierna i Aarhus Oliefabrik AS, och Børge Bek-Nielsen blev därmed största aktieägare i detta företag. Aarhus Oliefabrik blev senare i sin tur 1991 största aktieägare i United Plantations Berhad genom köp av Kumpulan Fima Berhads och Kuwait Investment Authority:s aktieposter.
Børge Bek-Nielsen gifte sig 1971 med Gladys Anne Petrei Cooper. Paret hade sönerna Carl och Martin Bek-Nielsen.
Børge Bek-Nielsen fick 1996 orden Most Illustrious Order of the Perak State Crown (malajiska: "Darjah Kebesaran Mahkota Negeri Perak Yang Amat Mulia") av Sultanatet Perak, vilket gav honom adelstiteln "Tan Sri". Vid ingången till Holstebro Lystanlæg på Enghavevej i Holstebro finns sedan 1995 en byst av Børge Bek-Nielsen, skapad av den ukrainske skulptören Leonid Kolibaba (född 1946).